# Список керівників держав 770 року
Список керівників держав 769 року — 770 рік — Список керівників держав 771 року — Список керівників держав за роками

## Європа
- Бельгія:
  - Єпископство Льєж — єпископ Агильфрид (768/769—784/787)
- Бретань — король Констянтин (бл. 770)
- Британські острови:
  - Бріхейніог — король Нові Старий (760–770), його змінив син король Гріфідд (770-800)
  - Вессекс — король Кіневульф (757–786)
  - Гвент — король Брохвел ап Ітел (755–770)
  - Гвінед — король Карадог ап Мейріон (754–798)
  - Глівісінг — король Ріс ап Ітел (755–785)
  - Гуртейрніон — король Фернфаел ап Теудр (750–785)
  - Дал Ріада — король Айд Фінн мак Ехдах (750–778)
  - Дівед — король Маредид ап Теудос (760—798)
  - Думнонія — король Коврдоллі ап Діфнвал (750–770), його змінив син король Освальд ап Коврдоллі (770-790)
  - Ессекс — король Сігерік I (758–798)
  - Кент — правили два брати: король Хеберт (764-785) та король Екберт II (765-785)
  - Кередігіон — король Дівнуал ап Артвір (750–780)
  - Мерсія — король Оффа (757–796)
  - Нортумбрія — король Елхред (765–774)
  - Королівство піктів — король Кініод I (763–775)
  - Королівство Повіс — король Брохвайл ап Елісед (755–773)
  - Сейсіллуг — король Думногваллаун (750–780)
  - Стратклайд (Альт Клуіт) — король Еугейн II ап Думнагуал (760—780)
  - Східна Англія — король Етельред (760–790)
- Візантійська імперія — імператор Костянтин V (743–775)
- Данія — конунг Рагнар Лодброк (756–794)
  - Ютландія — конунг Сігурд I (770-778)
- Ірландія — верховний король Ніалл Фроссах мак Фергайле (763–778)
  - Айлех — король Ніалл Фроссах мак Фергайле (743–770), його змінив король Маел Дуїн мак Аедо Аллайн (770–788)
  - Кілдер — король Кінед мак Флайн (755–770), його змінив брат король Мугрон мак Флайн (770-782)
  - Коннахт — король Донн Котад мак Катайл (768-773)
  - Ленстер — король Келлах мак Фаелан (760–776)
  - Міде — король Доннхад Міді мак Домнайлл (763—797)
  - Муму — король Мел Дуйн мак Айдо (742—786)
  - Осрайге — король Тойм Снама мак Флайнн (761—770), його змінив король Дунгал мак Келлах (770—780)
  - Тір Конайлл — король Домналл мак Аеда Муйндейрг (767—804)
  - Улад — король Фіахна мак Аедо Ройн (749—785)
- Іспанія:
  - Аль-Андалус:
    - Кордовський халіфат — емір Абдаррахман I (756—788)

  - Астурія та Кастилія — король Авреліо (768—774)
  - Пальярс — граф Лупо I (768—778)
- Італія:
  - Венеціанська республіка — дож Мауріціо Ґальбайо (764—787)
  - Королівство лангобардів — король Дезидерій (756—774)
    - Герцогство Беневентське— герцог Арехіз II (758—774)
    - Герцогство Сполетське — герцог Теодіцій Сполетський (762—773)
    - Герцогство Фріульське — герцог Петро (756—774)

  - Неаполітанський дукат — дука Григорій II (766—794)
  - Папська держава — пап римський Стефан III (IV) (767—772)
- Карантанія — князь Хотимир (754—770), його змінив князь Вальтунк (770—772, 778—788)
- Нідерланди:
  - Єпископство Утрехт — єпископ Григорій (755—775)
  - Фризія — король Гундобальд (734—777)
- Німеччина:
  - Графство Ааргау — граф Ротберт (760—780)
  - Єпископство Аугсбург  — єпископ Тоццо (749—778)
  - Єпископство Айхштадт — єпископ Святий Вілібальд (741—786)
  - Єпископство Вормс — єпископ Еремберт (770—803)
  - Єпископство Вюрцбург — єпископ Мегингод (753—785)
  - Єпископство Зальцбург — єпископ Святий Віргілій (747—770), його змінив єпископ Бертрик (770—784)
  - Єпископство Констанц — єпископ Йоган (760—782)
  - Архієпископство Майнц — архієпископ Святий Лулл (754—786)
  - Єпископство Пассау — єпископ Візуріх (765—774)
  - Єпископство Регенсбург — єпископ Сінгеберт (768—791)
  - Сакси — вождь Відукінд (743—807), править разом із сином Хасіо (760—775)
  - Єпископство Санкт-Галлен — єпископ Йоган (760—780)
  - Єпископство Страсбург — єпископ Святий Ремі (765—783)
  - Єпископство Трір — єпископ Віомад (757—791)
  - Графство Тургау — граф Варін (750—790)
  - Єпископство Фрайзінг — єпископ Арбео (764—783/784)
  - Єпископство Фульда — єпископ Святий Стурмій (744—779)
  - Єпископство Хур — єпископ Тело (758—773)
  - Єпископство Шпаєр — єпископ Басин (761—770)
- Норвегія:
  - Вестфольд — конунг Ейстейн Грім (750—790)
- Перше Болгарське царство — хан Телериг (768—777)
- Приморська Хорватія — князь Будимир (740—785)
- Сардинія:
  - Юдикат Арбореа — юдекс Геласій (бл. 770)
  - Юдикат Кальярі — юдекс Аузоне (760—778)
- Сербія — князь Вишеслав (770—800)
- чехи — князь Незамисл (750—788)
- Франкське королівство — спільно правили два брати: король Карломан (768—771) та король Карл I Великий (768—814)
  - Аквітанія та Герцогство Васконія — герцог Вайфарій (745—760, 768—774)
  - Баварія — герцог Тассілон III (748—788)
  - Бретонська марка — маркграф Роланд (768—778)
  - Архієпископство Ліон — архієпископ Адон (768—798)
  - Макон та графство Отьєн — граф Тьєррі I (733—791)
  - Нант — граф-єпископ Оділард (770—800)
  - Графство Овернь — граф Бертмон (765—778)
  - Графство Париж — граф Жирард I (760—779)
  - Графство Разе — граф Бера III (760—790)
  - Архієпископство Реймс — архієпископ Турпін (753—800)
  - Архієпископство Руан — архієпископ Святий Ремі (755—772)
  - Септиманія — граф Теодерик (768—793)
- Хозарський каганат — каган Обадія (770—785)
- Швеція — конунг Бйорн I Єрсіда (750—780)

## Азія
- Аббасидський халіфат — халіф Абу Джафар аль-Мансур (754—775)
- Бану Сулайм (Сх. Туреччина) — емір Язид ібн Усайд ас-Суламі (752—783)
- Дербент (династія Зафірідів) — емір Наджм ібн Хашім (760—786)
- Диньяваді (династія Сур'я) — раджа Сур'я Кету (746—788)
- Емірат джасатанидів — емір Джасатан I (760—785)
- Індія:
  - Венгі— Східні Чалук'я — махараджа Віджаядітья I  (755—772)
  - Гондвана — раджа Харихарадева (758—775)
  - Гуджара-Пратіхари — махараджахіраджа Нагабхата I (750—770), його змінив син Девараджа (770—778)
  - Західні Ганги — магараджа Шріпуруша (726—788)
  - Камарупа — цар Шрі Харша (740—780)
  - Кашмір — махараджа Джаяпіда Винаядітья (751—782)
  - Кешарі — раджа Бхарата (763—778)
  - Імперія Пала — махараджа Ґопала I (750—780)
  - Династія Паллавів  — махараджахіраджа Нанді-варман II (733—795)
  - Держава Пандья — раджа Варагуна I (765—815)
  - Раштракути — махараджахіраджа Крішна I Акалаварша (756—774)
  - Томара — раджа Васудева (754—773)
  - Держава Чера — раджа Черама (Бхаскара) (750—770), його змінив раджа Віра Рагхава Чакраварті (770—800)
- Індокитай:
  - Бан Пха Лао — раджа Лао Клао Кео Ма Мианг (759—804)
  - Мианг Сва — раджа Кхун Нгіба (760—780)
  - Чампа — князь Прітхіндраварман (758—774)
  - Ченла — король Раджендраварман I (760—770), його змінив син король Джаяварман (770—781)
- Індонезія:
  - Матарам — шрі-махараджа Санджайя (732—778)
  - Імперія Шривіджая — махараджа Дхараніндраварман (760—782)
- Кавказ:
  - Абхазьке царство  — цар Леон II (770—811)
  - Васпуракан — нахарар Амазасп Арцруні (768—786)
  - Вірменське князівство — ішхан Саак Багратуні (748—771)
  - Гардман — мелік Нерхес (740—770), його змінив син мелік Степанос I (770—790)
  - Джавахеті — ерісмтавар Іоане Марушідзе (750—770), його змінив син ерісмтавар Нерсе II (770—772, 775—779)
  - Кахетія — князь Арчіл (736—786)
  - Сюні — нахарар Артр-Нерсех Сюні (750—780)
- Китай:
  - Бохай — гован Да Ціньмао (737—793)
  - Племена кидані — вождь Гейлі (750—770)
  - Народ кумосі — вождь Лі Яньчун (760—770), вождь Лі Жіюе (770—775)
  - Наньчжао — ван Гелофень (748—778)
  - Династія Тан — імператор Дай-цзун (762—779)
- Корея:
  - Сілла — ван Хегон (765—780) при регентстві Кім Манволь (765—775)
- Непал (династія Ліччхаві) — махараджа Нарендрадева II Ліччхаві (750—777)
- Паган — король Шве Мау (762—785)
- Персія:
  - Гілян — іспахбад Шахріяр I (763—791)
  - Гурган — іспахбад Сурхаб II (752—772)
- Середня Азія:
  - Хорезм (династія Афрігідів) — шах Шаушафар (бл. 740—780)
- Тибет — цемпо Тисрондецан (755—797), але фактично правив його син Мунецанбо (762—786)
- Уйгурський каганат — каган Меуюй-каган Ідігань (759—779)
- Шанські держави:
  - Могаунг — Мургноу (667—777)
  - Муанмау — собва Ні Фа Маунг (753—793)
  - Сипау (Онг Паун) — Со Хом Па (761—797)
- острів Шрі-Ланка:
  - Сингаладвіпа — раджа Аггабоддхі VI Сіламеегха (733—772)
- Японія — імператриця Кокен (764—770), її змінив імператор Конін (770—781)

## Африка
- Аудагаст — емір Талакакін (бл. 750–770), його змінив емір Тіклан аль-Ламтуні (770-800)
- Імперія Гао — дья Карей (750–780)
- Іфрикія — емір Абу Джафар Умар ібн Усман аль-Мухаллаб (768-772)
- Некор — емір Саїд I ібн Ідріс (760—803)
- Нефуса — імам Умар (767—771)

## Північна Америка
- Цивілізація Майя:
  - Йокіб — цар Ха Кін Шок (767—781)
  - Копан — цар Яш Пасай Кан Йопаат (763—810)
  - Куаутітлан  — цар Шіунельцін (750—804)
  - Кулуакан — цар Ноноуалькатль I (767—845)
  - Паленке — цар К'ініч К'ук' Балам II (764-785)
  - Тікаль — цар Яш-Нун-Аїн II (768—790)
- Тольтеки — цар Тотепеу (760—800)